# Leóni nacionalizmus

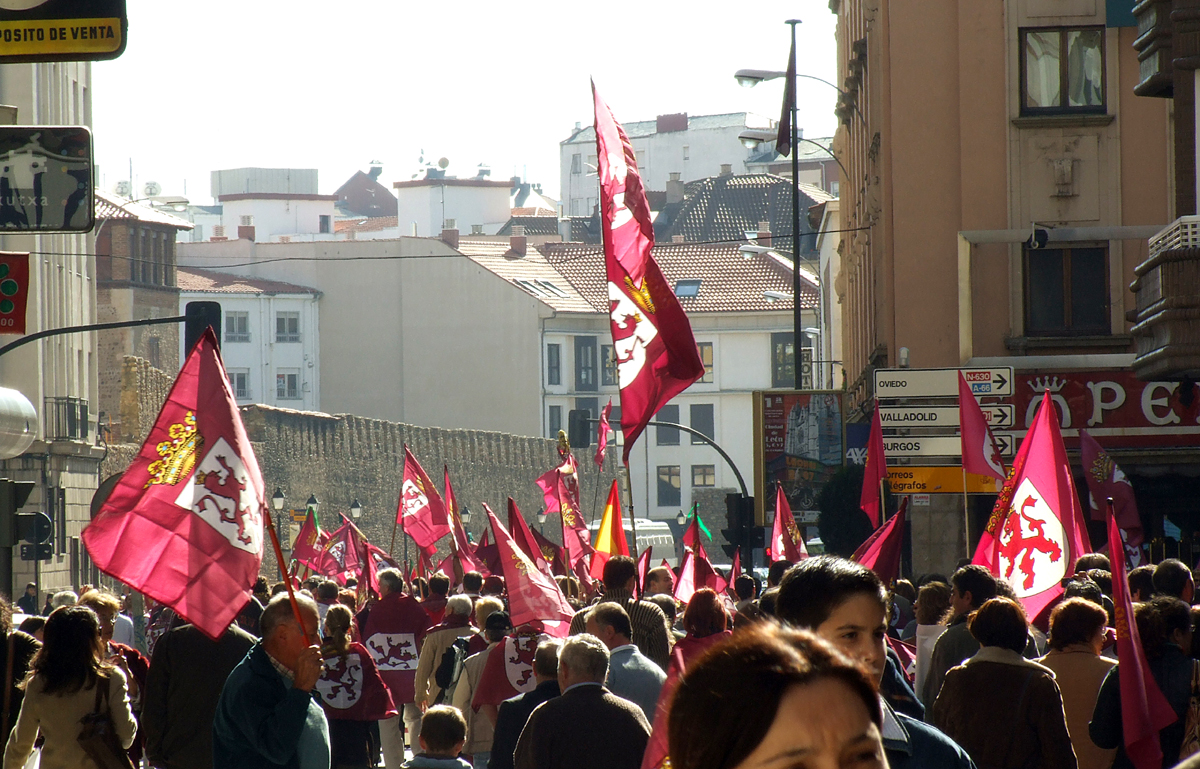
Tüntetés León tartomány autonómiájáért a székhelyen, León városában (2007)

A leóni nacionalizmus vagy leonizmus (spanyolul: Leonesismo, asztur-leóni nyelven: Llionesismu) politikai és társadalmi mozgalom León spanyolországi tartományban. A leonizmus szorosan összefügg azon a törekvéssel, amely a tartomány önálló autonóm közösségé válását szorgalmazza, mivel jelenleg Kasztíliával alkot közös entitást Kasztília és León néven.

## Ideológiai irányvonal
León, mint autonóm közösség elszakadását Kasztíliától a tartomány lakosságának 81%-a támogatja. Az új autonóm közösség ugyanakkor nemcsak magát, León tartományt, hanem Zamora és Salamanca tartományokat is magába foglalná. Zamorában a lakosság 59, míg Salamancában 55-56%-a a lakosságnak támogatná ezt a formációt, ezért leonizmus mindenképp León tartományban a legerősebb. León kiválását kasztíliai csoportok is támogatják, akik ugyanakkor egy egységes Kasztília megteremtését szeretnék, amely Kasztília és Kasztília-La Mancha egyesítéséből jönne létre.
Országos szinten is jelentős támogatottságot élvez az elgondolás: az ország lakosságának majdnem 55%-a támogatja León, mint önálló autonóm közösség létrehozását.
2021-ben a Leóni Népszövetség (Unión del Pueblu Llionés) indítványt terjesztett elő az új autonóm közösség létrehozására, amit spanyol bal- és jobboldali pártok is támogattak.
A leonizmus a leóni identitást a középkori Leóni Királyságig vezeti vissza, melynek területe nagyjából megegyezett a három említett tartományéval. A királyság területe kiterjedt ugyanakkor a mai Portugália Sabor folyó menti részeire, így a mai Miranda vidékre, ahol a portugál kormány elismerte az ún. mirandai nyelvet, az asztur-leóni helyi változatát.

## Történelmi háttér
A leonizmus mozgalma 1900-ban kezdődött: Miguel Bravo Guarida pedagógus, José Eguiagaray politikus és Miguel Díez Canseco cikkekben és rendezvényeken szólaltak fel a leóni regionalitás mellett, melynek hatására sorra alakultak a különféle társaságok és szervezetek. A formációk a kulturális hagyományokra, a regionális öntudatra fektették a hangsúlyt, a leóni nyelv szinte nem is kapott szerepet. Az 1932-ben alakult Leóni Tradicionalista Csoport (Grupo de Tradiciones Leonesas) is olyan jobboldali politikusokból és értelmiségiekből állt, akik támogatták Miguel Primo de Rivera diktatúráját, aki üldözte a spanyolországi regionális és kisebbségi nyelveket.
A León Autonóm Közösség létrehozását már az 1970-es évektől követelték Spanyolországban. Egy-egy csoport ennek támogatására Salamancában és Zamorában is szerveződött, a legtöbb azonban magától értetődően Leónban alakult meg.
Az 1980-as évektől szerveződtek valódi regionalista pártok, melyek tüntetéseken is követelték León autonómiáját. Akadtak, akik ennél is messzebbre mentek, s létrejött egy marxista-leninista terrorszervezet, a Tierra Lleunesa, amely halálos kimenetelű robbantásokat is végrehajtott, de nagyon hamar meg is szűnt.

## Lásd még
- Asztúriai nacionalizmus